# Cider

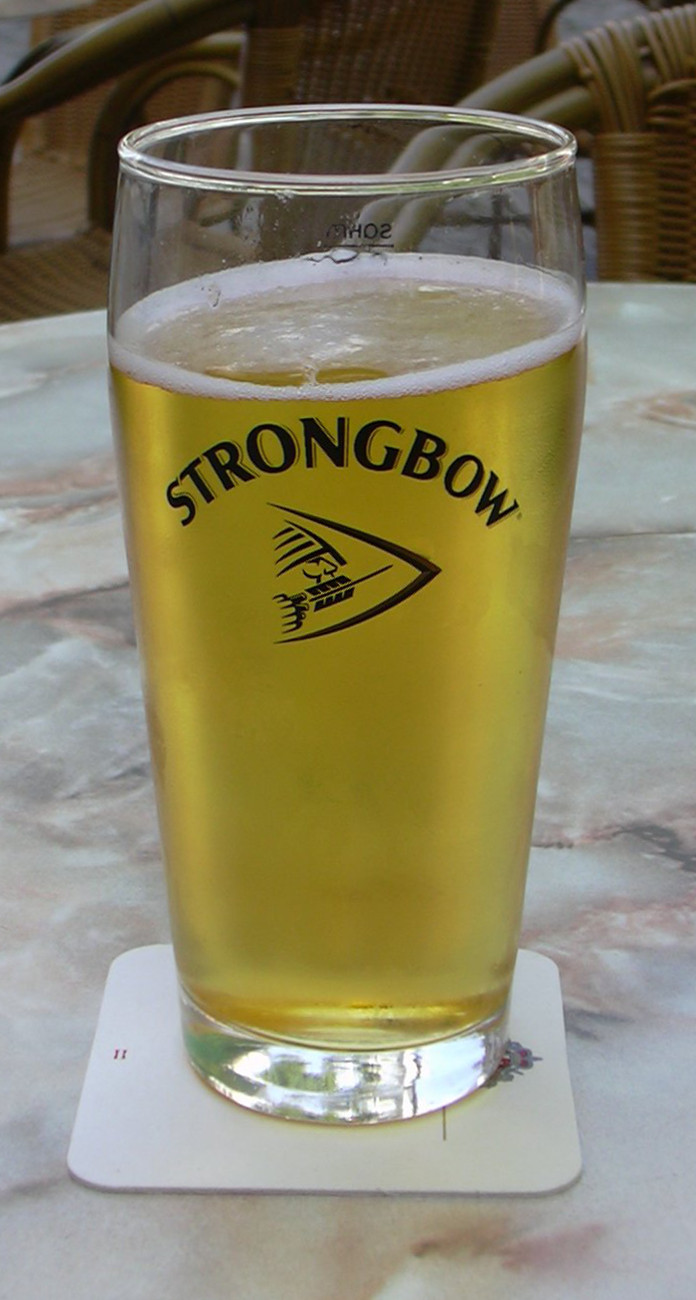
Ett glas innehållande cider.

Cider är en jäst dryck som vanligen görs på jäst juice av äpple, i bland annat Sverige även på juice av päron. Regler och definitioner skiljer sig åt mellan länder. Det finns både alkoholfri och alkoholhaltig cider. Den brittiska konsumentorganisationen CAMRA definierar äkta cider som en dryck som innehåller minst 90 procent äppeljuice och utan smaktillsatser. Termen cider refererar i USA och Kanada till alkoholfri cider. Alkoholhaltig cider kallas där "hard cider".
Stora tillverkningsländer är Storbritannien och Frankrike. Cider finns som både söt och torr (och däremellan). Olika typer av cider är populära i olika länder. Exempelvis har den söta cidern varit populärast i Sverige medan torrare cider varit vanligare i Storbritannien och Frankrike.

## Historia
Cider betyder "dryck som rusar" vilket har sitt ursprung i latinets sicera.  De äldsta beläggen för ciderliknande drycker finns redan från 200-talet e.kr. då romarna tillverkade dryck av jästa frukter. I de största ciderländerna Storbritannien och Frankrike har man en många hundra år lång historia av att tillverka cider. I Sverige dracks alkoholhaltig "must" gjord på äpplen under medeltiden. Från 1600-talet började man använda den franska benämningen cider. Det var länge mest fråga om småskalig tillverkning för de högre stånden. Under nästan hela 1900-talet var cidern i Sverige alkoholfri eller näst intill alkoholfri. Under 2000-talet har cidern i Sverige fått högre status och blivit en exportvara.

## Tillverkning
De äpplen/päron som används i cider varierar, vilket påverkar smaken. Det finns speciella äppelsorter som är utvecklade just för att göra cider. Oftast används vinter- eller höstäpplen. Exempel på engelska cideräpplen är Kingston Black, Dabinett, Foxwhelp, Tremletts Bitter och Yarlington Mill. Tyska cideräpplen är exempelvis Bittenfelder, Hauxapfel, Weisser Trierer Weinapfel. Franska cideräpplen: Bedan Frequin Rouge, Kermerrien. Cider gjord på vanliga äpplen som Katja, Jonagold, Risäter och Åkerö påminner mer om vin än om engelsk/fransk cider. Vid hembryggning av cider används ibland vildäpplen, vilket om man har tur ger syra och kärvhet. Alkoholhalten i hembryggd cider blir vanligtvis 5-8 procent. Cideräpplen beskrivs ofta i termer av beska eller besksöta, syrliga, med tjockt skal och grova fibrer.

## Cider i olika länder

### Frankrike
I Frankrike finns flera cidersorter av högre kvalitet som säljs i glasflaskor med riktig kork. Särskilt i Bretagne och Normandie, där klimatet inte är gynnsamt för vinproduktion, framställs mycket cider. Här tillverkas Cidre Bouché, som är en på förhållandevis syrlig äppelmust, hantverksmässigt tillverkad naturligt mousserande kvalitetscider med viss restsötma. Cidre Bouché framställs genom så kallad pektinfällning under den inledande jäsprocessen, (innan alkoholproduktionen påbörjats), den engelska termen är keeving.

### Spanien

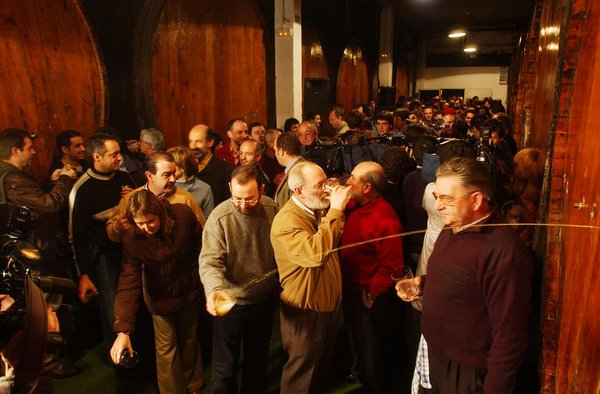
Baskisk cider serverat direkt ur faten i Donostia.

I Spanien är cider populärt i regionerna Asturien (sidra) och Baskien (sagardoa), där torrt och syrligt äppelvin framställs. Cidern har ingen eller lite kolsyra och hälls därför upp med ett långt avstånd mellan flaskan/fatet och glaset för att syresätta drycken.

### Storbritannien
Mest cider konsumeras i Storbritannien, som har högst konsumtion per capita och störst tillverkning. Traditionellt framställs cider genom vildjäsning av äppelmust. I England kallas denna starka och friska dryck för scrumpy.

### Tyskland
Tysk cider kallas Apfelwein (äppelvin) men regionala skillnader som viez finns även. Apfelwein är framförallt populärt i Frankfurt am Main med omnejd.[källa behövs]

### Sverige
I Sverige är reglerna för cider färre än i exempelvis Frankrike. Jäst äppel- eller päronjuice måste ingå. Därutöver får ojäst juice, vatten, socker, tillsatser och aromer tillsättas. Andelen fruktjuice i cidern ska vara minst 15 procent, och även koncentrat tillåts. När benämningen äppelcider används ska andelen juice från äpple överstiga 50 volymprocent av ingående mängd juice. För benämningen päroncider ska andelen juice från päron överstiga 50 volymprocent av motsvarande.
Ciderdrycker har en lång historia i Sverige som går tillbaka till medeltiden, då kallad "must". På grund av inflytandet från Nykterhetsrörelsen i Sverige var det mesta som såldes under namnet cider i Sverige under 1900-talet en alkoholfri läsk-liknande dryck. Det var först på 1990-talet som Systembolaget började sälja alkoholhaltig cider.
Idag finns det cirka 30 ciderproducenter i Sverige, bland de största Herrljunga Drycker, Kiviks musteri och Kopparbergs Bryggeri. Den påfallande söta svenska cidern med smak av äpple och päron, eller fläder och skogsbär, har blivit en exportsuccé i bland annat ciderns hemland Storbritannien, där många unga konsumenter föredrar den framför den traditionella brittiska cidern.
Alkoholfri cider är ett populärt alternativ till läsk och säljs i svenska matvaruaffärer. Försäljningen av svag cider, med alkoholhalt på max 2,25 volymprocent, har varit relativt stabil i Sverige sedan 1992 enligt Sveriges Bryggeriers statistik. Försäljningen av stark cider, det vill säga cider med alkoholhalt som överstiger 2,25 volymprocent, har ökat sedan rapporteringen började 1997.